# Super Rugby Aotearoa
Super Rugby Aotearoa war eine professionelle Rugby-Union-Meisterschaft in Neuseeland. Sie wurde 2020 als Ersatz für die Saison 2020 des internationalen Wettbewerbs Super Rugby ins Leben gerufen, die wegen der COVID-19-Pandemie abgebrochen werden musste. 2021 gab es eine weitere Ausgabe.
2020 war die Meisterschaft in ihrer ersten Saison ein zehnwöchiges Rundenturnier, bei dem die fünf neuseeländischen Franchises von Super Rugby gegeneinander antraten. 2021 kam ein Finale zwischen den beiden bestplatzierten Teams hinzu. Ebenfalls 2021 trugen die australischen und neuseeländischen Franchises im Anschluss an ihre eigenen Meisterschaften eine länderübergreifende Meisterschaft namens Super Rugby Trans-Tasman aus. 2022 erfolgte nach der Aufhebung aller internationalen Reisebeschränkungen die Wiedereinführung von Super Rugby im üblichen Format, jedoch ohne die südafrikanischen Franchises.

## Sieger
- Super Rugby Aotearoa 2020: Crusaders
- Super Rugby Aotearoa 2021: Crusaders